# Liphyra castnia
Liphyra castnia är en fjärilsart som beskrevs av Embrik Strand 1911. Liphyra castnia ingår i släktet Liphyra och familjen juvelvingar. Inga underarter finns listade i Catalogue of Life.